# Heider Stadtverkehr
Die Heider Stadtverkehr GmbH war ein 100%iges Tochterunternehmen der Autokraft GmbH in Schleswig-Holstein und gehörte somit zum DB-Konzern. Es wurde am 1. Januar 2005 durch den Kauf des Busunternehmens H. u. H. Jungjohann Verkehrsgesellschaft mbH gegründet. Heute betreibt sie das Stadtbusnetz der Stadt Heide (Holstein), das zum Jahr 2020 von 4 auf 2 Linien zusammengelegt wurde.
Im August 2012 wurde das Unternehmen auf die Muttergesellschaft Autokraft GmbH verschmolzen.

## Geschichte
Im Jahr 1923 wurde die Firma H. u. H. Jungjohann gegründet. Sie war über die Jahre hinweg das größte Busunternehmen im Kreis Dithmarschen. Es entstand aus einer Fahrzeugwerkstatt und wurde schnell das größte private Busunternehmen in Schleswig-Holstein. Insgesamt hatte das Unternehmen während seiner 82-jährigen Geschichte etwa 280 Omnibusse im Fuhrpark. Später wurden von der Autokraft noch 45 dieser Busse genutzt.
Am 14. April 1967 fuhr der erste Heider Stadtbus zum Kreiskrankenhaus. Im Herbst 1968 wurde dann ein zweiter Bus eingesetzt. Dadurch konnten auch mehrere Ziele in der Umgebung in kürzeren Taktzeiten bedient werden.
Bis 1982 betrieb die Firma Jungjohann den Stadtverkehr auf eigenes Risiko. Im Jahr 1984 wurde vom Stadtrat ein Beschluss gefasst, wonach Gelder als Zuschuss für den Stadtverkehr bereitgestellt wurden.
Am 1. August 1990 wurde auch der Taktverkehr im Stundentakt nach Süderholm eingeführt, der zu einer Steigerung der Fahrgastzahlen führte. Im Jahr 1992 wurden auch Linien nach Wesseln und Ostrohe im Stundentakt eingeführt. Zwei Jahre später entschied sich die Gemeinde Lohe-Rickelshof, sich vom Stadtbus zu verabschieden.
Im Jahr 2000 wurden neue Mercedes-Benz Citaro-Busse im Rahmen eines neuen Stadtbus-Konzeptes eingeführt. Am 1. Januar 2005 wurde die Heider Stadtverkehr GmbH auch neuer Partner der Verkehrsgemeinschaft Dithmarschenbus.
Im Jahr 2012 wurde das Unternehmen mit der Autokraft verschmolzen.
2015 wurden die Linien 2910 (Wesseln), 2920 (Ostrohe), 2930 (Süderholm) und 2940 (Fehrsplatz) betrieben.
Die Linien wurden montags bis freitags von etwa 7 bis 18 Uhr stündlich bedient, samstags bis etwa 13 Uhr. Auf den Linien verkehren Rundkurse, die Busse treffen sich zur Minute '20 und '50 am Bahnhof. Für den Tagesbetrieb sind zwei Busse erforderlich. Sonntags ruht der Betrieb.